# Александр (Иноземцев)
Алекса́ндр (в миру Никола́й Ива́нович Инозе́мцев; 12 (24) августа 1887, Тобольск — 9 февраля 1948, Мюнхен) — епископ Польской православной церкви и Украинской автокефальной православной церкви, архиепископ Полесский и Пинский.

## Биография
Окончил Тобольское духовное училище и Тобольскую духовную семинарию.
В 1909 году поступил в Санкт-Петербургскую Духовную Академию, где 11 февраля 1912 году епископом Георгием (Ярошевским) пострижен в монашество, 26 февраля — рукоположён во иеродиакона и 22 марта — во иеромонаха.
В 1913 году окончил Академию со степенью кандидата богословия и оставлен помощником инспектора.
В сентябре 1918 года указом Патриарха Тихона возведён в сан архимандрита и направлен епархиальным миссионером в Минск.
В декабре 1918 года, с отступлением немецких войск из Белоруссии, выехал на Украину. сопровождавший архиепископа Георгия (Ярошевского), который, покинув Харьков с Белой армией, в конце 1919 года оказался в Екатеринодаре. Затем вместе с рядом других архиереев на поезде добрался до Новороссийска, а оттуда на пароходе «Иртыш» 16 января 1920 года отплыл в Константинополь.
Потом переехал в Салоники (Греция), в Белград (Югославия), куда прибыл 5 февраля 1920 года, и в Бари в Италии. В августе 1921 года переехал в Польшу.
Секретарь собора православной митрополии в Польше, состоявшегося 24 января 1922 года в Варшаве. Был активным сторонником антиканонической автокефалии Православной Церкви в Польше.
4 июня 1922 года хиротонисан в Польше во епископа Люблинского митрополитом Георгием (Ярошевским) и епископом Дионисием (Валединским), вопреки мнению архиепископа Елевферия (Богоявленского) и епископа Владимира (Тихоницкого).
12 июня 1922 года становится временным управляющим Пинской и Новогрудской епархией.
В 1922 года упомянут как член Священного синода православной митрополии в Польше.
С конца 1922 года — епископ Пинский и Полесский. С 11 декабря 1925 года — епископ Полесский и Пинский
3 июня 1927 года возведен в сан архиепископа.
После присоединения западной Украины и западной Белоруссии к СССР перешёл в юрисдикцию Русской православной церкви. Осенью 1939 года в Западной Белоруссии начался церковный раскол. За границу до прихода советских войск выехали гродненский епископ Савва (Советов) и викарный епископ виленской епархии Матфей (Семашко).
Архиепископ Пантелеймон (Рожновский), узнав об отъезде епископа Саввы, сообщил духовенству Гродненской епархии, что он принимает на себя управление этой епархией. В начале октября 1939 года Пантелеймон (Рожновский) написал в Московскую патриархию просьбу о присоединение к Русской православной церкви и о назначении его епископом Пинско-Новогрудским. При этом в Западной Белоруссии остались два архиепископа Польской автокефальной православной церкви — Виленский Феодосий (Федосьев) и Пинский Александр (Иноземцев). То есть Пантелеймон просил кафедру, которую занимал Александр (Иноземцев).
Митрополит Сергий (Страгородский) назначил Пантелеймона (Рожновского) епископом Пинским и Новогрудским с правом ношения бриллиантового креста на клобуке. Пантелеймон (Рожновский) получил титул экзарха Патриархии и поручение «принять в общение всех тех областей вновь присоединенных территорий территорий, кто пожелает от автокефалии войти в сношение с Патриархией». Таким образом, Пантелеймон (Рожновский) стал главой православных приходов на всех территории Западной Украины и Западной Белоруссии.
Александр (Иноземцев) совместно с епископом Волынским и Кременецким Алексием (Громадским) 1 ноября 1939 года создали Священный Синод Православной Церкви в границах Западной Украины и Западной Белоруссии, включив в этот орган третьего иерарха — епископа Острожского Симона (Ивановского). Возник церковный раскол, так как Священный Синод Православной Церкви в границах Западной Украины и Западной Белоруссии отказались признать как архиепископ Пантелеймон (Рожновский), так и митрополит Сергий (Страгородский).
Рядовое духовенство также раскололось. Часть духовенства Брестской области, не желавшая подчиниться архиепископу Александру (Иноземцеву) обратилось с ходатайством в Московскую патриархию. Ходатайство было удовлетворено — указом Московской патриархии № 161 от 28 марта 1941 года Брестская область была передана в Гродненскую епархию и учреждалась кафедра епископа Брестского, викария Гродненской епархии. В брестские викарии был хиротонисан архимандрит Венедикт (Бобковский), настоятель западно-белорусского Жировичского монастыря.
Летом 1940 года епископов Западной Украины и Западной Белоруссии вызвали в Московскую патриархию для оформление возврата в Русскую православную церковь. Акт воссоединения включал покаяние прибывших архиереев, их исповедь и совместную службу с митрополитом Сергием (Страгородским). Летом 1940 года в Москву для воссоединения прибыли Пантелеймон (Рожновский) и викарий полесской епархии епископ Камень-Каширский Антоний (Марценко).
Александр (Иноземцев) в Москву под предлогом болезни не поехал и был уволен на покой.
После нападения 22 июня 1941 года фашистской Германии на СССР и оккупации Украины и Белоруссии вошёл в юрисдикцию Дионисия (Валединского).
8-10 февраля 1942 года в Пинске проходит Собор автокефальных украинских епископов в составе Поликарпа (Сикорского) и Александра (Иноземцева), которые рукополагают трёх архиереев и создают Украинскую автокефальную православную церковь. Собоp, сославшись на 52 апостольское правило, объявил о принятии «в сущем сане» в лоно новой автокефалии клириков самосвятской УАПЦ (епископов к тому времени на Украине не оставалось), возникшей в 1921 году.
В августе 1942 года председательствовал на Соборе в Луцке, провозгласившем автокефалию Украинской Церкви, что явилось неканоничным деянием и было осуждено Русской православной церковью. Собор объявил Александра митрополитом.
В 1944 года эвакуировался из Пинска в Мюнхен, где вошёл в общение с Русской Православной Церковью Заграницей. 15 мая 1946 года Синод РПЦЗ в Мюнхене осудил УАПЦ и исключил Александра из церковного общения.
Скончался 9 февраля 1948 года в Мюнхене, став жертвой несчастного случая. Высокий авторитет почившего в среде украинских и белорусских эмигрантов породил конфликтное противостояние между иерархами Русской православной церкви заграницей и Украинской автокефальной православной церкви за право совершения погребения митрополита. После встречи представителей украинской делегации с первоиерархом РПЦЗ митрополитом Анастасием (Грибановским) была достигнута договоренность о попеременном совершении заупокойных богослужений над гробом покойного иерархами и духовенством обеих церковных юрисдикций